# Keith Larsen
Keith Larsen Burt (Salt Lake City, 17 giugno 1924 – Santa Barbara, 13 dicembre 2006) è stato un attore statunitense.

## Vita privata
Dal 1953 al 1960 fu sposato con l'attrice Susan Cummings, da cui divorziò. Nel 1960 sposò l'attrice Vera Miles, da cui divorziò nel 1971. Nel 1983 sposò Trang Thu Nguyen. Ebbe tre figli, uno da ogni moglie.

## Filmografia parziale

### Cinema
- Flat Top, regia di Lesley Selander (1952)
- La valanga dei sioux (Hiawatha), regia di Kurt Neumann (1952)
- La pattuglia delle giubbe rosse (Fort Vengeance), regia di Lesley Selander (1953)
- Il terrore del Golden West (Son of Belle Starr), regia di Frank McDonald (1953)
- Pantera rossa (War Paint), regia di Lesley Selander (1953)
- La freccia nella polvere (Arrow in the Dust), regia di Lesley Selander (1954)
- Rischio sicuro (Security Risk), regia di Harold D. Schuster (1954)
- Furia indiana (Chief Crazy Horse), regia di George Sherman (1955)
- Wichita, regia di Jacques Tourneur (1955)
- L'ultimo dei banditi (Last of the Badmen), regia di Paul Landres (1957)
- Badlands of Montana, regia di Daniel B. Ullman (1957)
- Il guerriero apache (Apache Warrior), regia di Elmo Williams (1957)
- Guerra indiana, regia di Jacques Tourneur (1959)
- Le donne del pianeta preistorico (Women of the Prehistoric Planet), regia di Arthur C. Pierce (1966)
- The Omegans, regia di W. Lee Wilder (1968)

### Televisione
- The Hunter – serie TV, 14 episodi (1952-1955)
- Penna di Falco, capo cheyenne (Brave Eagle) – serie TV, 26 episodi (1955-1956)
- Northwest Passage – serie TV, 26 episodi (1958-1959)
- Men Into Space – serie TV, episodio 1x12 (1959)
- L'uomo e la sfida (The Man and the Challenge) – serie TV, episodio 1x20 (1960)
- Wichita Town – serie TV, episodio 1x17 (1960)
- The Aquanauts – serie TV, 14 episodi (1960-1961)